# Georg Siimenson
Georg Siimenson   (Narva, 16 d'agost de 1912 - Tallinn, 12 de gener de 1984) fou un futbolista estonià de la dècada de 1930.
Fou 42 cops internacional amb la selecció d'Estònia.
Pel que fa a clubs, defensà els colors de TJK, Estonia Tallinn, Sport Tallinn i Kalev Tallinn.